# VV Ajax
VV Ajax, voluit Voetbal Vereniging Ajax, was een Surinaamse voetbalclub uit Paramaribo die uitkwam in de Surinaamse Hoofdklasse, het hoogste voetbalniveau in Suriname.
De club speelde haar thuiswedstrijden op het Mr. Bronsplein. De club is vernoemd naar de Nederlandse voetbalclub Ajax en werd op 3 juni 1921 opgericht door H. Gunning. De voorzitter van de club bij de oprichting was H.M. Landkoer. Hij leidde het team eind jaren 1920 met succes naar drie landstitels.